# Ronaldo Costa Fernandes
Ronaldo Costa Fernandes (São Luís, 29 de agosto de 1952) é um poeta e escritor brasileiro. Em 19 de agosto de 2006 foi eleito para ocupar a cadeira 31 da Academia Maranhense de Letras, na sucessão do escritor Josué Montello. Foi empossado em 13 de setembro de 2007, sendo recepcionado pelo acadêmico Joaquim Itapary.

## Biografia
Filho de Francisco Costa Fernandes Sobrinho e de Maria Isabel Soares Costa Fernandes. É graduado em Letras pela Universidade Federal do Rio de Janeiro (1976). Fez Mestrado em Literatura Hispano-Americana, na mesma instituição de ensino (1983), e Doutorado em Literatura Brasileira, na Universidade de Brasília (2000). Deu aulas de literatura na Universidade de Notre Dame (1977), na Escola de Formação de Oficiais da Marinha Mercante (EFFOM), foi chefe do Setor de Arte e Cultura da Universidade Católica de Brasília (agosto de 1997 a novembro de 1998) e trabalhou na Secretaria Especial da Presidência da República, no Palácio do Planalto, em 1985. Pertenceu ao quadro do Ministério da Cultura, de 1980 a 2019. Foi Coordenador da Funarte-Brasília, de março de 1995 a janeiro de 2003.
Ronaldo Costa Fernandes recebeu diversos prêmios por suas obras, dentre eles o Prémio da Associação Paulista dos Críticos de Arte por João Rama, Prêmio Casa de las Américas por Noticias del Horto e o Prêmio ABL de Poesia, 2010, por A Máquina de Mãos.
Atualmente reside em Brasília.

## Obras

### Romance
- João Rama (1979)
- Retratos Falados (1984)
- El muerto solidario (1991)
- Concerto para flauta e martelo (1997)
- O morto solidário (1998)
- O viúvo (2005)
- Um homem é muito pouco (2010)
- Vieira na Ilha do Maranhão (2019)
- Balaiada (2021)
- O ano da revolta dos desvalidos (2024)

### Novela
- O Ladrão de Cartas (1981)
- Noticias del horto (1991)

### Ensaio
- O narrador do romance (1996)
- O imaginário da cidade (2000)
- A ideologia do personagem brasileiro  (2007)
- A cidade na literatura (2016)

### Poesia
- Estrangeiro (1997)
- Terratreme (1998)
- Andarilho (2000)
- Eterno passageiro (2004)
- A máquina das mãos (2009)
- Memória dos porcos (2012)
- O difícil exercício das cinzas (2014)
- Matadouro de Vozes (2018)[3]
- A Invenção do Passado (2022)
- A trama do Avesso (2024)

### Contos
- Manual de tortura (2007)